# Ассоциация команд Формулы-1
Ассоциация команд Формулы-1 (англ. Formula One Teams Association, FOTA) — организация, объединявшая команды-участницы чемпионата Формулы-1. Была создана 29 июля 2008 года по итогам заседания руководителей команд в Маранелло. Организация ставила целью развитие и поддержку репутации Формулы-1. 28 февраля 2014 года была расформирована.

## Состав руководства
- Председатель — Мартин Уитмарш
- Заместитель председателя — Эрик Булье
- Глава группы по выработке изменений технического регламента — Росс Браун
- Глава группы по выработке изменений спортивного регламента — Кристиан Хорнер

## История

### Раскол FOTA
До начала сезона 2011 в ассоциацию входили все участники чемпионата мира, однако в январе 2011 года из её рядов вышла команда HRT из-за разногласий с топ-командами.
Позднее, в конце того же сезона команды не смогли договориться по Соглашению об ограничении ресурсов и организацию покинули Ferrari и Red Bull, а позднее и Sauber.

## Команды

### Члены ФОТА
- Force India
- Mercedes
- Lotus Renault
- McLaren
- Marussia
- Caterham
- Toro Rosso
- Williams

### Вышли из состава ФОТА
- Ferrari
- Red Bull
- Sauber
- HRT